# Alexander Ogston
Pour les articles homonymes, voir Ogston.
Alexander Ogston (19 avril 1844 – 1er février 1929) est un chirurgien et universitaire britannique. Il est professeur à l'université d'Aberdeen et connu pour sa découverte du Staphylococcus.

## Biographie
Alexander Ogston est le fils aîné d'Amelia Cadenhead et de son mari, Francis Ogston (1803-1887), professeur de jurisprudence médicale à l'université d'Aberdeen.
Alexander Ogston se marie deux fois. Il a quatre enfants avec sa première épouse Mary Jane Molly Ogston (née Hargrave). Celle-ci meurt en 1873, et il se remarie en 1877 avec Isabella Margaret Matthews, le couple a plusieurs enfants, notamment Helen Ogston et Constance, qui sont deux suffragettes actives. Son petit-fils, Alexander George Ogston (1911-1996) est biochimiste et professeur à Oxford

## Formation
Il commence sa formation au Marischal College en 1862. Il obtient un baccalauréat en médecine et une maîtrise en chirurgie à l'université d'Aberdeen en 1865 avec distinction,. Il obtient son doctorat en médecine en 1866. Il s'installe comme médecin, tout en devenant assistant de son père à l'université de 1865 à 1873. Il est nommé chirurgien ophtalmologiste (1868) puis chirurgien (1870) à l'Aberdeen Royal Infirmary, ne restant que comme consultant à partir de 1898. Il mène de concert une carrière universitaire, est nommé professeur adjoint de jurisprudence médicale et de matière médicale, maître de conférences en ophtalmologie et anesthésiste avant d'être nommé professeur Regius (en) de chirurgie de 1882 à 1907, en succédant à William Pirrie lorsque celui-ci prend sa retraite,. On lui attribue l'introduction du spray carbolique à Aberdeen.

## Recherches sur le staphylocoque
Alexander Ogston s'intéresse aux recherches de Joseph Lister, pionnier de l'antisepsie. Ses propres recherches lui permettent de découvrir le Staphylococcus mais il est confronté au scepticisme de l'establishment médical. Après une étude minutieuse des preuves présentées par Ogston, Joseph Lister tombe d'accord avec ses conclusions, tandis qu'un autre pair, Watson Cheyne, les refuse. Compte tenu de ce scepticisme britannique, Ogston décide de présenter ses découvertes au cours d'un congrès chirurgical à Berlin. Il est nommé membre de la Société chirurgicale allemande. L'année suivante, Ogston soumet un article au British Medical Journal. Ses articles suivants sont refusés et il les publie dans le Journal of Anatomy and Physiology (en).

## Médecin militaire durant les conflits
Ogston sert pendant la guerre d'Égypte de 1884 et la guerre des Boers. Il joue un rôle dans la création du Royal Army Medical Corps en 1898. Il participe durant la Première Guerre mondiale à la prise en charge des traumatismes graves d'abord à l'hôpital militaire de Southall durant l'hiver 1914-1915, puis dans un hôpital militaire de Belgrade, et enfin, en 1916, dans une ambulance britannique en Italie.

## Hommages et distinctions
En 1892, la reine Victoria le nomme « chirurgien ordinaire en Écosse », poste qu'il occupe également durant les règnes des rois Édouard VII et George V. Il est nommé chevalier commandeur de l'ordre royal de Victoria (KVCO) en 1912.
Il est fait chevalier de l'ordre de la Couronne d'Italie en juillet 1920 pour son activité durant la Première Guerre mondiale. Il est docteur honoris causa de l'université de Glasgow (1901) et de l'université d'Aberdeen (1910). Il est membre correspondant de la Société royale des sciences médicales et naturelles.
La Société chirurgicale de l'université d'Aberdeen est nommée « Ogston Society » en son honneur. Le Département universitaire de chirurgie décerne un prix annuel en son honneur au meilleur étudiant. Il est vice-président de la section chirurgicale de la British Medical Association.